# زمینه موج گرانشی
زمینه موج گرانشی (به انگلیسی: Gravitational wave background)، به اختصار GWB، که زمینه تصادفی (stochastic background) نیز نامیده می‌شود، نوعی از امواج گرانشی موجود در عالم هستند که در اثر ترکیب موج گرانشی حاصل از رویدادهای متعدد و مستقل گرانشی در فواصل دور و نزدیک از ابتدایی‌ترین لحظات عالم تا کنون رخ داده‌اند.
این امواج دارای منشأ یا جهت مشخصی در آسمان نیستند، برخلاف امواج گرانشی گذرا (مانند امواج گردابی یا انفجاری) و امواج گرانشی متناوب که دارای سرمنشا و جهت در آسمان هستند.
این امواج به‌طور عمومی دارای دو سرمنشا هستند: منشأ کیهانی و منشأ اخترفیزیکی
امواج گرانشی زمینه با سرمنشا کیهانی، مانند تابش زمینه کیهان (به انگلیسی: CMB) که مجموعه تمامی تابش‌های الکترو مغناطیسی از ابتدایی‌ترین لحظات عالم است با این تفاوت که CMB از ۳۰۰ هزار سال بعد از مهبانگ آغاز شده (بعد از واجفتیدگی فوتون‌ها) اما امواج گرانشی زمینه طبق نظریات استاندارد تورم (به انگلیسی: Slow Roll) تخمین زده می‌شود که از حدود e-32 تا e-34 ثانیه بعد از مهبانگ ایجاد شده و با انبساط جهان انرژیشان کاهش یافته در کیهان کنونی ما به صورت امواجی با انرژی بسیار پایین و فرکانس‌های بسیار پایین می‌زیند.
امواج گرانشی با سرمنشا اخترفیزیکی حاصل از رویدادهای متنوع گرانشی در سرتاسر کیهان هستند که برخی نزدیک و پر انرژی و برخی به دلیل پیمودن فواصل زیاد در فضا زمان چگالی آنها کاهش پیدا کرده و ضعیف هستند. این رویدادها شامل هر گونه رویداد اختر فیزیکی که در آن یک جسم پرجرم حرکت شتابدار انجام دهد هستند: سیستم‌های دوتایی ستاره نوترونی یا سیاهچاله که به دور مرکز جرم مشترک گردش می‌کنند و امواج گرانشی گردابی تولید می‌کنند، برخورد دو سیاهچاله یا ستاره نوترونی که بسیار پر جرم هستند و امواج گرانشی حاصله از نوع انفجاریست، تپ‌اخترها که ستاره‌هایی پرجرم با حرکت اسپینی تند هستند با هر گونه ناهمسانگردی در سطحشان تولید امواج گرانشی متناوب می‌کنند.
در حال حاضر با رویت امواج گرانشی انفجاری و پر انرژی حاصل از برخورد که توسط LIGO و Virgo به‌طور قطع پیش‌بینی شده‌اند قدم بزرگی در راه رصد مستقیم امواج گرانشی برداشته شده. هر چند که رصد صورت گرفته توسط تداخل سنج‌های زمینی تنها بازه فرکانسی حدود 10-1000 Hz را پوشش می‌دهد که طیف بسیار وسیعی از انتظارات ما از امواج گرانشی زمینه در بازه فرکانسی پایین‌تر با انرژی‌های کمتر است. همچنان برای رصد امواج گرانشی ضعیفتر که طیف اصلی امواج گرانشی زمینه را تشکیل می‌دهند، رصدهای غیر مستقیم یعنی از طریق برهم‌کنش‌های الکترومغناطیسی به‌جای برهم‌کنش‌های ضعیف گرانشی راه دسترس‌پذیر تری هستند. به‌طور مثال گمان می‌رود که قطبش نوع B تابش زمینه کیهان (به انگلیسی: CMB B-Polarization) در اثر امواج گرانشی تصادفی زمینه باشد.